# Війна завтрашнього дня
«Війна завтрашнього дня» (англ. The Tomorrow War) — американський військовий науково-фантастичний бойовик режисера Кріса Маккея, його режисерський дебют, за сценарієм Зака Діна. У ролях Кріс Пратт, Івонн Страховскі, Дж. К. Сіммонс, Бетті Ґілпін, Кейт Паверс, Майк Мітчелл, Сем Річардсон та Сейшелл Гебріел. Кріс Пратт також виступає виконавчим продюсером.
Людство 2051 року програє вторгненню інопланетян, тому, щоб дати відсіч, вчені розробляють спосіб залучення для ведення війни солдатів з 2022.
Фільм вийшов у цифровому режимі 2 липня 2021 року на Prime Video.

## Сюжет
У грудні 2022 року вчитель біології та колишній Зелений берет, Ден Форестер, безуспішно намагається влаштуватися на роботу в Армійську науково-дослідну лабораторію. Коли Ден з дружиною Еммі та дочкою Мюрі дивляться трансляцію Чемпіонату світу з футболу, просто посеред стадіону з'являються солдати 2051 року. Їхня командирка застерігає, що в майбутньому людство опинилося на межі вимирання через війну з інопланетними загарбниками, яких називають «білошипами». У листопаді 2048 року білошипи раптово з'явилися на півночі Росії, їхній зореліт не зафіксували, і протягом трьох років прибульці винищили більшість людей.
Упродовж року по світу організовується призов для відправки солдатів у майбутнє. Проте лише половина переживають подорож у часі, а ще менше виживають у боях і повертаються. Це спричиняє протести, багато хто відмовляється брати участь у війні, яка ще не настала. Ден отримує повістку до війська та повідомляє про це дружині й дочці. Інструктори розповідають, що за 7 років Ден в усякому разі помре. В разі відмови від служби йому загрожує ув'язнення, а на війну вирушить хто-небудь з його родини. Еммі пропонує втекти і сховатися в Денового батька Джеймса, інженера-механіка, ветерана війни у В'єтнамі. Ден свариться з батьком, який покинув сім'ю, і негайно йде геть. Ден прибуває пройти базову підготовку разом з іншими призовниками. Там він знайомиться з ученим Чарлі, який пояснює, що для призову обираються люди, котрі померли до початку війни, щоб запобігти часовому парадоксу. Всі призовники отримують браслети, що відслідковують життєві показники та через тиждень автоматично повертають власників у їхній рідний час.
Призовники відправляються в 2051 рік на поле бою в Маямі-Біч, але стається збій координат і бійці опиняються над містом. Більшість розбиваються при падінні, але Ден з групою солдатів падають у басейн на даху хмарочоса. Оскільки місто вже втрачене, командир наказує призовникам рятувати персонал найближчої лабораторії, де розроблявся смертельний для білошипів токсин. Загін виявляє, що персонал лабораторії вже мертвий, але вдається забрати декілька колб з токсином. Ден, Чарлі та загартований у боях призовник Доріан переживають напад білошипів і бомбардування міста.
Ден отямлюється у військовому таборі в Домініканській Республіці. Він впізнає в своїй командирці, полковнику Форестер, власну дорослу дочку Мюрі. Вона не бажає розповідати, як помре Ден, натомість повідомляє, що токсин убиває самців білошипів, але не діє на рідкісних самиць. Мюрі хоче, щоб Ден допоміг їй спіймати самицю для дослідів.
Солдати знаходять і ловлять самицю, яку садять у клітку. Проте до їхньої позиції збігаються сотні самців. Істоту вивозять на гелікоптері, однак білошипи виявляються здатні ширяти, розправляючи перетинки між лапами, і атакують гелікоптер. Ден з Мюрі тікають на пляж і сигналізують про розташування вцілілих бійців. Мюрі розкриває Дену, що після того, як він не отримав роботу в науково-дослідному центрі, він покинув сім'ю, а потім загинув в автокатастрофі 2030 року. Врешті прибуває допомога, Дена, Мюрі та самицю білошипа перевозять на укріплену нафтову платформу недалеко від Порту Нельсон, де розташована машина часу.
Мюрі синтезує токсин, який може вбити самиць білошипів, але в майбутньому не лишилося заводів, здатних цей токсин масово виробляти. Тож Мюрі просить Дена забрати зразок токсину в минуле. База зазнає нападу білошипів, Мюрі жертвує собою, щоб повернути Дена в 2023 рік. Невдовзі після його повернення машина часу перестає працювати, що означає одне — майбутня війна програна.
Ден з дружиною роздумують як можна зарадити поразці. Вони приходять до висновку, що білошипи не прибули на Землю в 2048 році, а вже були на ній. Ден консультується зі своїми учнями Чарлі та Мартіном, які цікавиться вулканами. Школярі допомагають йому встановити, що білошипи були на Землі щонайменше з часів «виверження тисячоліття» 946 року. Сотні років інопланетяни були поховані під льодом Північної льодяної шапки, що стала танути через глобальне потепління. Оскільки в 2023 льодяна шапка ще існує, то прибульців можна знайти і знищити, поки вони заморожені.
Міністр оборони США відмовляється організувати експедицію в Росію, побоюючись, що це спричинить нову хвилю протестів. Ден очолює самовільну місію до Росії разом з Чарлі, Доріаном, Джеймсом та низкою солдатів з майбутнього. Команда бере токсин і вирушає в Росію на літаку. Просуваючись вглиб крижаної пустелі на снігових мотоциклах, загін виявляє місце, де збоять прилади. Це дозволяє розшукати вмерзлий у кригу зореліт інопланетян. Солдати пробираються всередину та бачать капсули зі поснулими білошипами. Вони вводять токсин кільком білошипам, які миттю розкладаються, але це пробуджує решту інопланетян. Більшість команди гине в бою з істотами. Доріан, невиліковно хворий на рак, лишається, щоб підірвати корабель, і вбиває всіх білошипів, крім самиці, яка встигає втекти. Самиця біжить на Джеймса, котрий приманює її власною кров'ю, і ледве не скидає його у прірву, але Ден вколює їй токсин і зіштовхує донизу.
Ден повертається до дружини й дочки, рішуче вирішивши завжди бути з родиною. Оскільки війну майбутнього відвернено, їхня доля тепер інша і в їхніх руках.

## У ролях
| Актор              | Роль                                                         |
| ------------------ | ------------------------------------------------------------ |
| Кріс Пратт         | біолог Ден Форестер, колишній «зелений берет»                |
| Івонн Страховскі   | полковник Мюрі Форестер                                      |
| Дж. К. Сіммонс     | Джеймс Форестер, батько Дена, ветеран, антиурядовий активіст |
| Бетті Ґілпін       | Еммі Форестер, дружина Дена, терапевт                        |
| Едвін Годж         | Доріан                                                       |
| Сем Річардсон      | Чарлі                                                        |
| Жасмін Метьюз      | лейтенант Гарт                                               |
| Мері Лінн Райськуб | Нора                                                         |
| Кейт Паверс        | майор Грінвуд                                                |
| Майк Мітчелл       | Коуен                                                        |
| Сейшелл Гебріел    | сержант Діас                                                 |

## Виробництво
У лютому 2019 року було оголошено, що Кріс Пратт веде переговори на головну роль, і що режисером стане Кріс Маккей. У липні до акторського складу приєдналася Івонна Страховскі. Дж. К. Сіммонс, Бетті Гілпін, Сем Річардсон, Тео Фон, Жасмін Метьюз, Кіт Пауерс були додані до акторського складу в серпні, а Мері Лінн Райскуб, Едвіном Ходжем — у вересні. Фільм отримав назву «Війна завтрашнього дня». Дизайнер Кен Бартхелмі розробив дизайн інопланетян для фільму. 

### Зйомки
Зйомки розпочались 1 вересня 2019 року, місцями зйомок були Лінкольтон, Джорджія, Атланта та Ісландія. Зйомки завершилися 12 січня 2020 року. 

## Випуск
Спочатку фільм повинен був вийти в прокат 25 грудня 2020 року у видавництві Paramount Pictures. Але через пандемію COVID-19 дату прем'єри було перенесено на 23 липня 2021 року, замість теж перенесеного Місії нездійсненної 7, а потім знову перенесли. У січні 2021 року Amazon Studios проводив заключні переговори про придбання фільму за 200 мільйонів доларів. У квітні 2021 року було оголошено, що Amazon придбала фільм і має випустити його на Prime Video 2 липня 2021 року.

## Оцінки й відгуки
Фільм зібрав посередні оцінки критиків, отримавши 52 % позитивних рецензій на Rotten Tomatoes і середню оцінку 45/100 на Metacritic.
Згідно з Роксаною Хададі з «Polygon», фільм «Сюжетно нашпигований та переповнений спецефектами, «Війна завтрашнього дня» виглядає, як «Зоряний десант», позбавлений підривної сатири Пола Верговена, «На межі майбутнього», звідки забрано жаль Дуга Лімана за вбивство Тома Круза, «Битва за Лос-Анджелес» без правдоподібності Аарона Екхарта чи «День незалежності» без приємної товариськості Вілла Сміта». І хоча фільм вивищує героїзм пересічних людей, він надто часто нагадує про це. В підсумку він виходить надто серйозним.
На думку Оуена Ґлейбермана з «Variety», «У „Війні завтрашнього дня“ є ненавмисно смішні моменти…, але найцікавіше у фільмі мабуть те, що це такий собі пилосос тропів з науково-фантастичних блокбастерів: інопланетяни, зміна клімату, повернення в майбутнє, щоб виправити історію людства, „Інтерстеллар“, де батько й дочка обіймаються крізь час. Це як розкішне асорті, яке ви вже бачили раніше, але можете його з'їсти».
Згідно з Кларисою Лафрі із «The Independent», «„Війна завтрашнього дня“ — це фільм з нульовим почуттям ідентичності, посил, з яким його герої гинуть, не тільки глибоко жорстокий, але й насправді образливий для тих, кого він видає за чемпіонів. Джеймса карають за „помилку“. Ден повинен стати кращою людиною. А „Війна завтрашнього дня“ робить вигляд, що займає височину, падаючи зі скелі здорового глузду». Фільм намагається нагадувати інші стрічки про вторгнення інопланетян, але не має власної оригінальної центральної концепції. Тож він «…не має уявлення про те, чим він є, що хоче зробити або чому це повинно зайняти майже дві з половиною години чийого-небудь часу».
Джон Дефор з «The Hollywood Reporter» писав, що «Хоча фільм рясніє надто зручними збігами обставин і спирається на один-два сюжетні моменти, щоб його емоційна дуга спрацювала, вбивство монстрів функціонує настільки добре, що мало хто поскаржиться». Також відзначалося, що фільм несподівано підкидає наприкінці ще одну фінальну частину.